# Eurycnemus nozakii
Eurycnemus nozakii är en tvåvingeart som beskrevs av Kobayashi 1998. Eurycnemus nozakii ingår i släktet Eurycnemus och familjen fjädermyggor. Inga underarter finns listade i Catalogue of Life.